# Odin (Minnesota)
Pour les articles homonymes, voir Odin (homonymie).
Odin est une ville américaine située dans le comté de Watonwan, dans le Minnesota. Selon le recensement de 2010, sa population est de 106 habitants.